# Yang Zi
Yang Zi (Peking, 19 juni 1984) is een in China geboren tafeltennisser die al zijn gehele internationale sportcarrière uitkomt voor Singapore. Hij won samen met de eveneens Chinees-Singaporese Gao Ning in 2008 het dubbelspeltoernooi van de ITTF Pro Tour Grand Finals en is dan ook gespecialiseerd in het dubbelspel, zowel voor mannen als gemengd.
Yang Zi bereikte in januari 2008 zijn hoogste positie op de ITTF-wereldranglijst, toen hij 21e stond.

## Sportieve loopbaan
Yang Zi maakte zijn debuut in het internationale (senioren)circuit in 2004, toen hij deelnam aan de enkelspeltoernooien van het Singapore Open, China open en Japan Open. Toen hij eenmaal met Gao Ning begon te dubbelen op de Pro Tour, bleek dit hem meer resultaat te brengen dan zijn inspanningen in het enkelspel. Samen haalden ze in 2006 al de finales van het Rusland Open en Duitsland Open en een jaar later stonden ze op negen verschillende Opens in de eindstrijd. In India en Oostenrijk schreven ze in 2007 dan ook hun eerste twee gezamenlijke dubbeltitels op de Pro Tour op hun naam.
Zi's voorlopige hoogtepunt in zijn samenwerking met Ning kwam in 2008. Samen haalden ze voor het derde jaar op rij de ITTF Pro Tour Grand Finals, maar kwamen daarop ditmaal voor het eerst voorbij de kwartfinale en zelfs tot in de eindstrijd. Doordat ze hierin het Taiwanese duo Chuang Chih-yuan en Wu Chih-chi versloegen, grepen ze een van de meest felbegeerde titels in het mondiale tafeltennis.

## Erelijst
Belangrijkste resultaten:
- Winnaar Gemenebestspelen gemengd dubbelspel 2006 (met Zhang Xueling)
- Winnaar Gemenebest kampioenschappen gemengd dubbel 2007 (met Wang Yue Gu)
- Verliezend finalist Gemenebest kampioenschappen dubbelspel 2007 (met Gao Ning)
- Winnaar Zuidoost-Aziatische Spelen dubbelspel 2005 (met Cai Xiao Li) en 2007 (met Gao Ning)
- Winnaar Zuidoost-Aziatische Spelen gemengd dubbel 2005 (met Zhang Xueling) en 2007 (met Li Jia Wei)
- Winnaar Zuidoost-Aziatische kampioenschappen enkelspel 2006
- Winnaar Zuidoost-Aziatische kampioenschappen dubbelspel 2006 (met Cai Xiao Li)
- Brons Azië Cup 2005

ITTF Pro Tour:
Enkelspel:
Dubbelspel:
- Winnaar ITTF Pro Tour Grand Finals 2008 (met Gao Ning)
- Winnaar India Open 2007 en 2009 (beide met Gao Ning)
- Winnaar Oostenrijk Open 2007 (met Gao Ning)
- Winnaar Chili Open 2008 (met Gao Ning)

- Virtual International Authority File: 1439152503040710800009